# مجهر جراحي

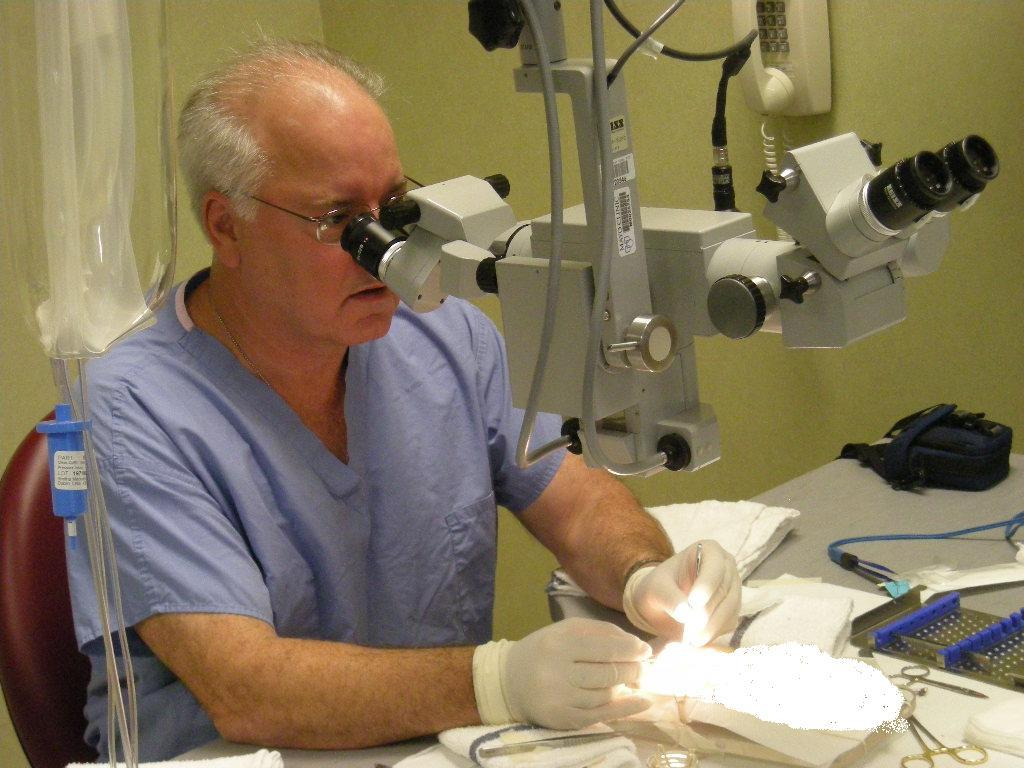
جرّاح يجهز المجهر الجراحي قبل بدء عملية جراحية مجهرية

المجهر الجراحي أو الميكروسكوب الجراحي (بالإنجليزية: Operating microscope)‏ هو مجهر بصري يستخدم في إجراء العمليات الجراحية المجهرية.

## الخصائص الواجب وجودها في المجهر الجراحي
- قوة تكبير تتراوح بين 4 و40 ضعفاً
- سهولة تعقيم أو تطهير أجزائه لمنع انتقال الجراثيم
- يوجد في المجهر الجراحي عادة منشور لتفريق الأشعة الضوئية لتسهيل رؤية المساعد للعملية الجراحية أو بهدف السماح بتصوير العملية فوتوغرافياً أو بالفيديو.

## عمليات تجرى بمساعدة المجهر الجراحي
من أمثلة العمليات التي تجرى عادة باستخدام المجهر الجراحي إعادة معالجة لب الأسنان (بالإنجليزية: endodontic retreatment)‏، والتي يساعد التكبير الذي يوفره المجهر في رؤية أفضل لتشريح المنطقة التي يعمل بها الجراح مما يؤدي إلى نتائج أفضل للعملية. ومن الأمثلة الأخرى عملية المفاغرة التي تجرى لتوصيل الأوعية الدموية في جراحة الأوعية الدموية.

## التكلفة
يصل سعر المجهر الجراحي إلى عدة آلاف من الدولارات، بينما يبلغ سعر الأنواع المتقدمة منه أضعاف ذلك. ويضاعف من تكلفة الجراحات المجهرية ارتفاع سعر الآلات الجراحية الخاصة التي لا بد من استخدامها في الجراحة الميكروسكوبية.

## التخصصات الجراحية التي يستخدم فيها المجهر الجراحي
دخل المجهر الجراحي حالياً في جميع التخصصات الجراحية تقريباً، ولكن أكثر تلك التخصصات استخداماً للمجهر الجراحي هي جراحة اليد وجراحة الفم والأسنان (وخاصة في علاج أمراض لب الأسنان) وجراحة الأنف والأذن والحنجرة وجراحة العين وجراحة المخ والأعصاب.

## وصلات خارجية
Operating Microscopes